# Boginki
Boginki (niem.: Die Feen) – opera romantyczna Richarda Wagnera. Autorem libretta jest sam kompozytor, aczkolwiek opierał się on na dramacie La donna serpente włoskiego pisarza Carlo Gozziego.
Prapremiera dzieła miała miejsce w Monachium w Hoftheater 29 czerwca 1888.

## Bohaterowie opery
- Król Boginek – bezimienny (bas)
- Ada – córka króla, żona Arindala (sopran)
- Arindal – król Tramondu (tenor)
- Lora – siostra Arindala (sopran)
- Morald – dowódca wojska, ukochany Lory (baryton)
- Drolla – towarzyszka Lory (sopran)
- Gernot – służący Arindala (bass)
- Farzana i Zemina – Boginki (soprany)
- Gunther – tramondzki dworzanin (tenor)
- Harald – dowódca Arindala (bas)
- Głos Gromy – czyli głos czarownika (bas)
- Posłaniec (tenor)
- Dzieci Arindala i Ady (dwójka)
- Boginki
- towarzysze Moralda
- Wojownicy
- Lud
- Duchy Ziemi
- Spiżowi mężowie
- Niewidzialne duchy czarownika Gromy

## Akcja

### Akt I
Rozgrywa się w ogrodzie Boginek, są one zdecydowanie przeciw związkowi książęcej córki z człowiekiem, choć na próżno. Arindal i Ada kochają się, Arindal jest związany zakazem zapytania swej ukochanej o tożsamość. Łamie jednak ten zakaz w rezultacie czego traci swą kobietę (Boginkę) i jest wygnany z państwa czarów. W kryzysie jest pogrążone zaś jego państwo ziemskie. Jego ziemia jest atakowana przez wroga, książę decyduje się bronić jej przed wrogiem. Adam zaś decyduje się, że pójdzie za Arindalem i zostanie jego ziemską żoną, rezygnując zarazem z nieśmiertelności. Ale wcześniej musi on przejść jej próby.

### Akt II
W stolicy państwa arindalowego znajduje się piękny pałac, Arindal zostaje dotknięty wizjami-(przez Adę) które niestety kończą się tym że nie przechodzi próby. Ada płaci za to ciężką karę, gdyż na 100 lat zostaje zamieniona w kamień.

### Akt III
W państwie podziemnym, w wielkiej królewskiej sali tronowej w pałacu Boginek Arindal dowiaduje się o skamienieniu Ady i swojej winie. Jednocześnie w państwie ziemskim sprawy ciągną ku lepszemu, gdyż siostra Arindala Lora, i Morald panują dobrze nad wyzwolonym krajem. Czarownik Groma, daje Arindalowi miecz, tarczę i lirę. Z ich pomocą ma on pokonać duchy i demony podziemia, dźwiękiem czarodziejskiej liry zmiękcza także kamień. Osiąga w rezultacie nieśmiertelność, zaś zmartwychwstała Ada prowadzi go do królestwa Boginek gdzie mają wiecznie w szczęściu panować.